# Baía da Parda
Baía da Parda är en vik i Kap Verde.   Den ligger i kommunen Sal, i den nordöstra delen av landet, 210 km norr om huvudstaden Praia.